# Vernoil-le-Fourrier

Vernoil-le-Fourrier este o comună în departamentul Maine-et-Loire, Franța. În 2009 avea o populație de 1,251 de locuitori.